# Chi (lettera)
Chi (maiuscolo Χ; minuscolo χ) è la ventiduesima lettera dell'alfabeto greco. 

## Greco
Nel greco antico la "Χ"  rappresentava la consonante occlusiva velare aspirata /kʰ/, riflessa anche nel digramma latino classico CH.
Nel greco moderno, davanti alle vocali palatali e, i, y (pron. /y/) e i dittonghi ei, oi (pron. /i/) e ai (pron. /ɛ/) viene pronunciata come fricativa palatale sorda /ç/.
Davanti a vocali velari (a, o, u) e consonanti, la lettera χ viene pronunciata come fricativa velare sorda /x/, fonema presente in tedesco e spagnolo.

## Latino
La X latina equivale foneticamente alla lettera Xi (maiuscolo Ξ, minuscolo ξ) dell'alfabeto greco, mentre χ venne usata come base grafica per il fonema /ks/ presente in latino invece di Ξ, all'epoca causato dall'assenza di un alfabeto greco standardizzato, in cui la lettera Ξ non era presente nell'alfabeto greco occidentale (da cui il latino venne ispirato per la lettera X), mentre invece l'etrusco (che influenzò maggiormente il latino nella sua formazione) usava la lettera Ψ per /kʰ/ ed una variante di Ξ per il fonema /ks/ e la lettera X non esisteva.
In latino venne usata la lettera greca X per rappresentare graficamente /ks/, dando origine alla lettera X (ics), mentre più tardi, sempre sotto influenza greca venne introdotto il fonema /kʰ/ della lettera χ, rappresentato non da lettere singole ma dal digramma CH.
Nel periodo classico, è possibile che quest'ultimo fonema, come in greco, mutò nella fricativa velare sorda /x/, prima di perdere l'aspirazione nel periodo medioevale e diventare la semplice occlusiva velare sorda /k/.

### Matematica
Nel sistema numerale greco ha un valore di 600.

### Fonetica
Nell'alfabeto fonetico internazionale la lettera minuscola χ trascrive la consonante fricativa uvulare sorda /χ/. 

### Simbologia
{\displaystyle {\boldsymbol {\chi }}} è all'origine del nome della posizione chiastica, della figura retorica del chiasmo, del chiasma cromosomico e del chiasma ottico (struttura anatomica dell'encefalo a forma di X).
Il Χ maiuscolo viene usato come simbolo:
- del nome di Gesù Cristo nella cristianità, come nel X-mas inglese.

Il χ minuscolo viene usato come simbolo:
- della variabile casuale chi quadro o test chi quadrato in statistica.
- della suscettività elettrica (a volte con una e all'apice) e magnetica in fisica.
- del numero cromatico e dell'indice cromatico di un grafo nella teoria dei grafi.
- della caratteristica di Eulero nella topologia algebrica.
- Nel sistema numerico duodecimale, il numero 10 si chiama Dek ed il suo simbolo riprende una Chi minuscola ({\displaystyle {\boldsymbol {\chi }}}).